# Biserica romano-catolică din Lăzarea

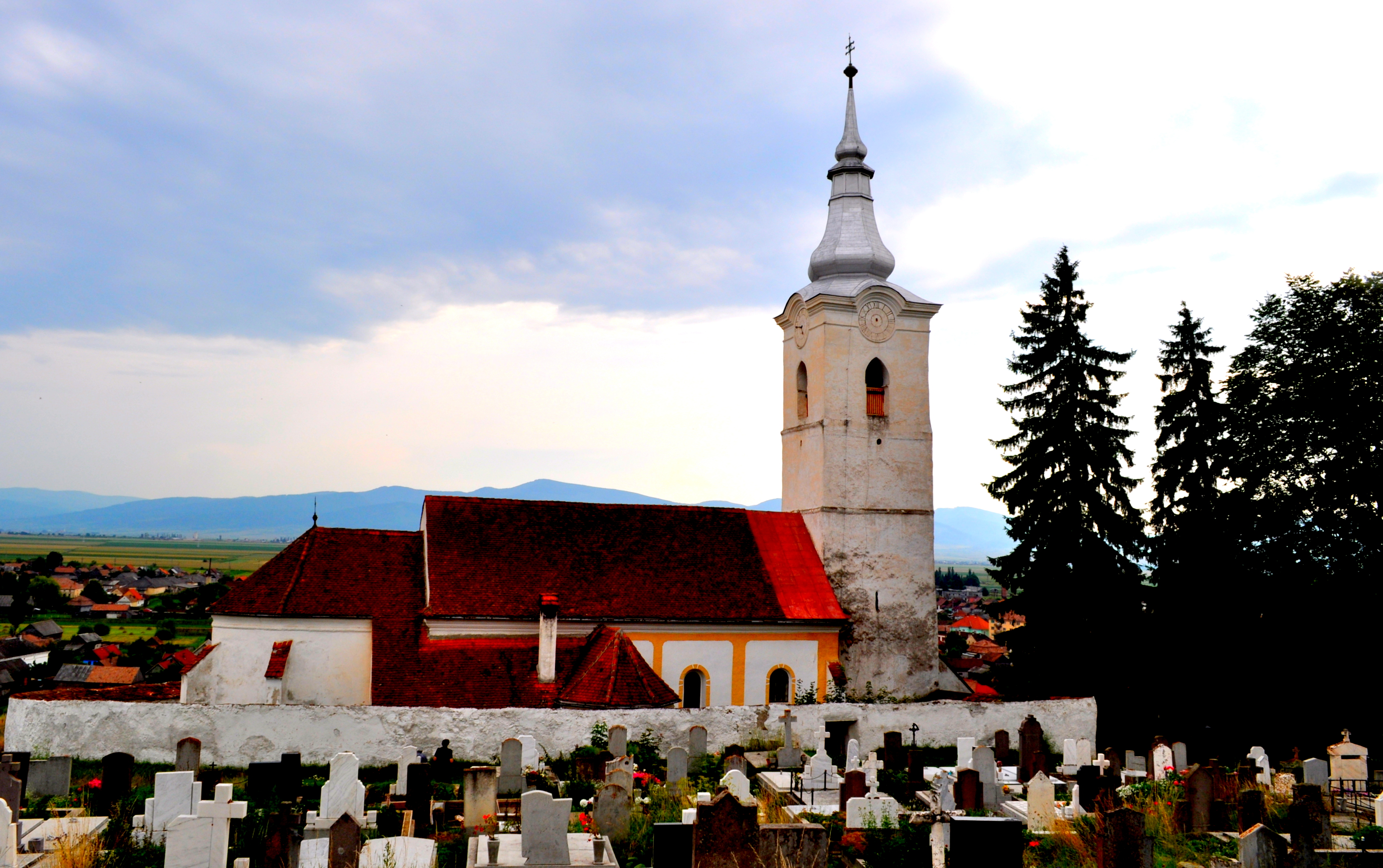
Biserica romano-catolică din Lăzarea, județul Harghita, foto: iulie, 2011.

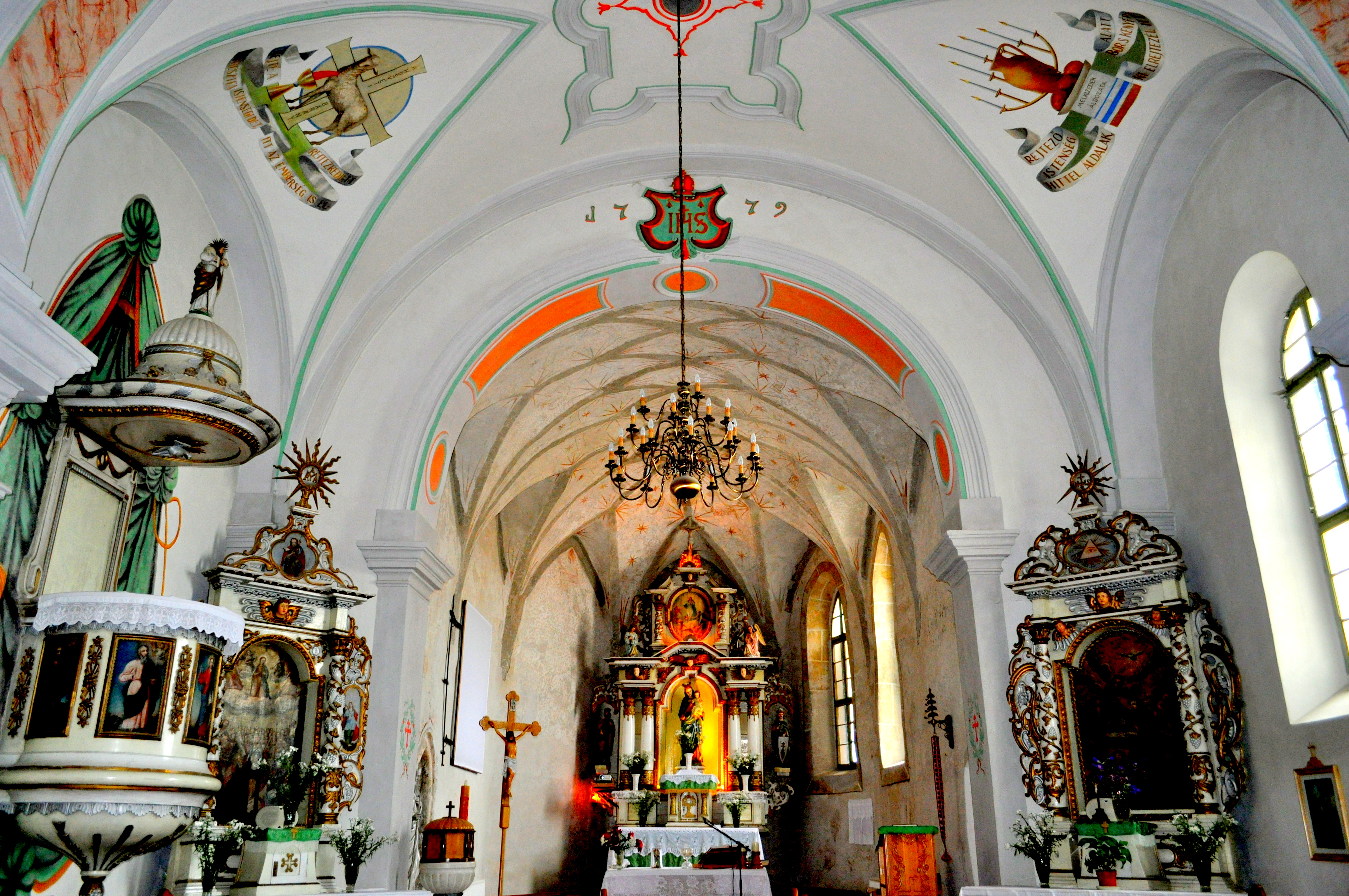
Interiorul navei, foto: iulie, 2011.

Biserica romano-catolică din Lăzarea, județul Harghita, cu hramul „Toți Sfinții", a fost construită în secolul XIII. Lăcașul de cult figurează pe lista monumentelor istorice din 2010, cod LMI HR-II-a-A-12852.

## Istoric și trăsături
Biserica a fost construită în jurul anului 1235. Primele date istorice despre biserică au apărut în Schematism: "Paroline orige ad a 1235 refertur. Id constat candem magne esse anticvitatis".
La cererea contelui Pál Teleki, pe atunci ministru al culturii maghiar, în 1941 a sosit la Lăzarea Van Gondys, un savant din Olanda, profesor universitar din Utrecht, specializat în cercetări gotice, romane și bizantine. El a descoperit decorația de pe partea stângă a podului bisericii, care dovedește că biserica a fost construită în stil romanic.
În sec. al XV-lea biserica în stil romanic a fost transformată în biserică gotică. Inscripția turnului din această epocă "FUNDEMANTUMA 1488" dovedește acest lucru.
În 1590, reformații au ocupat biserica și au ars altarele. În 1729, cu excepția sanctuarului și a turnului, biserica a fost demolată și reconstruită. În 1930 a fost mărită, iar turnul a fost înălțat. 
Valorile bisericii: 
- Decorația de pe partea stângă a podului bisericii; 
- Crucea sfințită din sec al XIII-lea;
- Cristelnița din sec. al XIII-lea, care a fost descoperită de Sebestyen Kopetczy;
- Sfeșnicul cu 3 brațe făcut de un locuitor lăzarean, cu inscripția: "1961, opera lui Stefani Jakob".
Sub altarul bisericii există o criptă cu câteva sicrie ale unor familii nobiliare. Numai despre două sunt date exacte: Sigismund Lazăr (1752-1832) și fiica lui, Iozefa Lazăr (1802-1838)

## Imagini

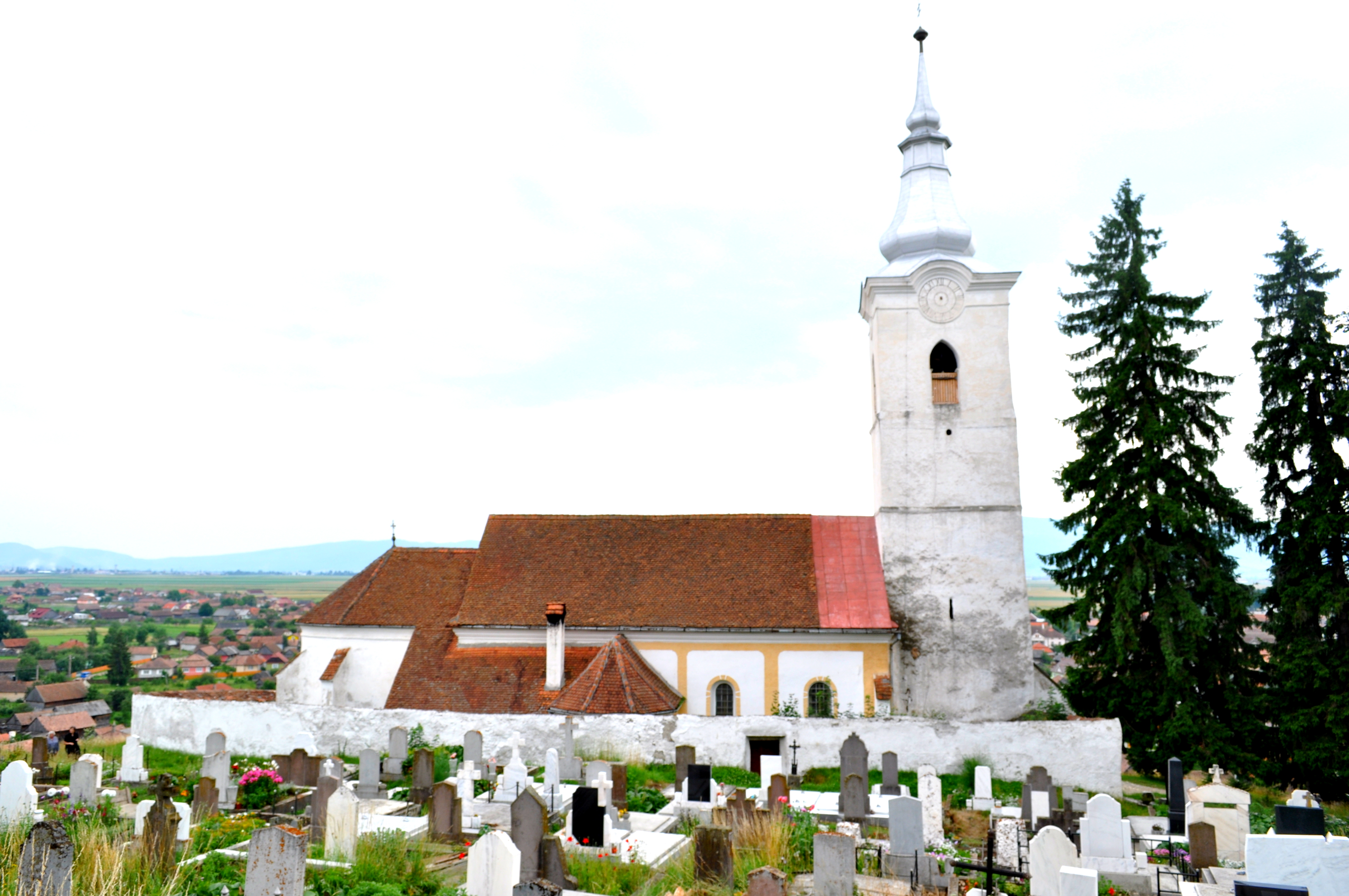
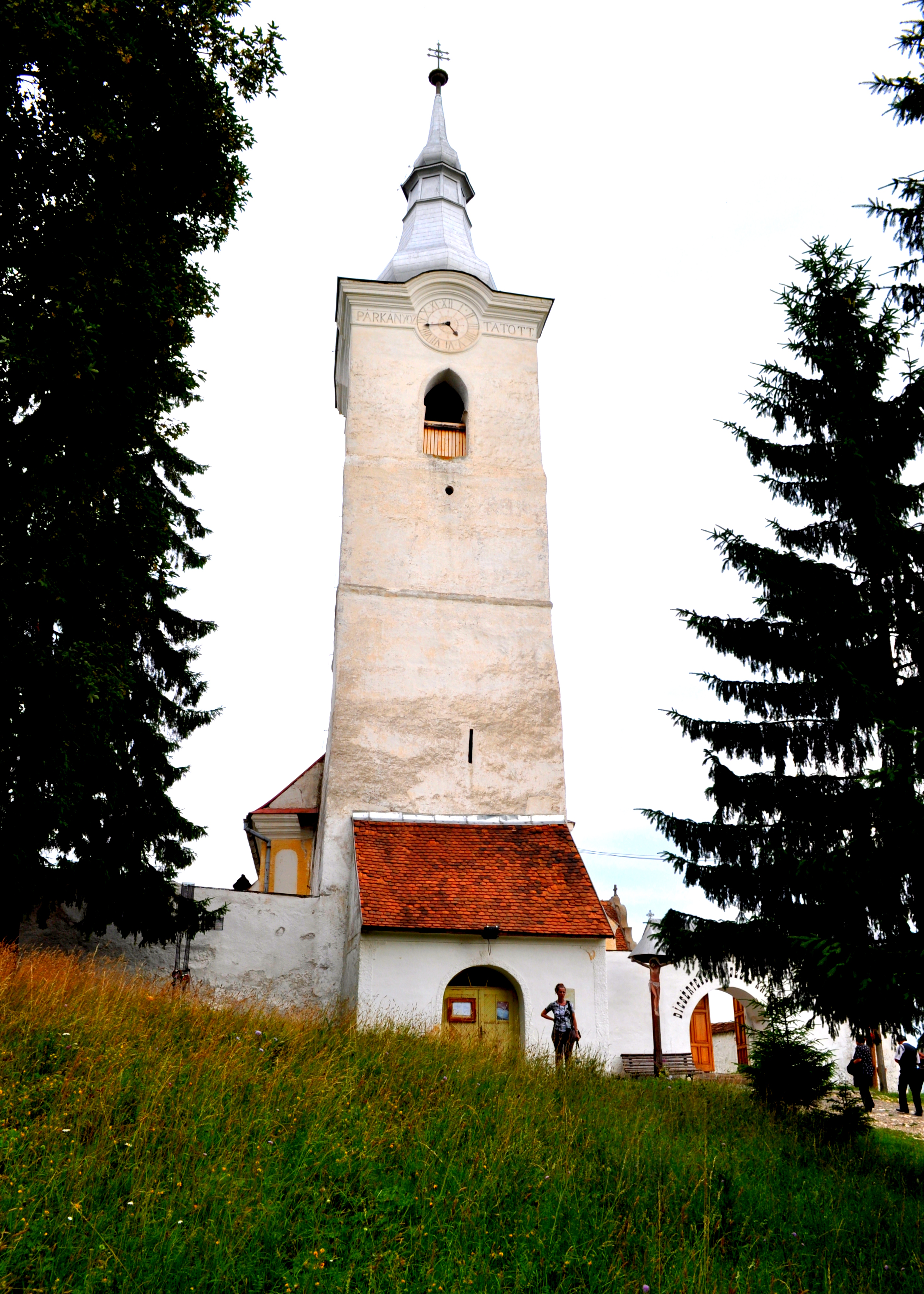
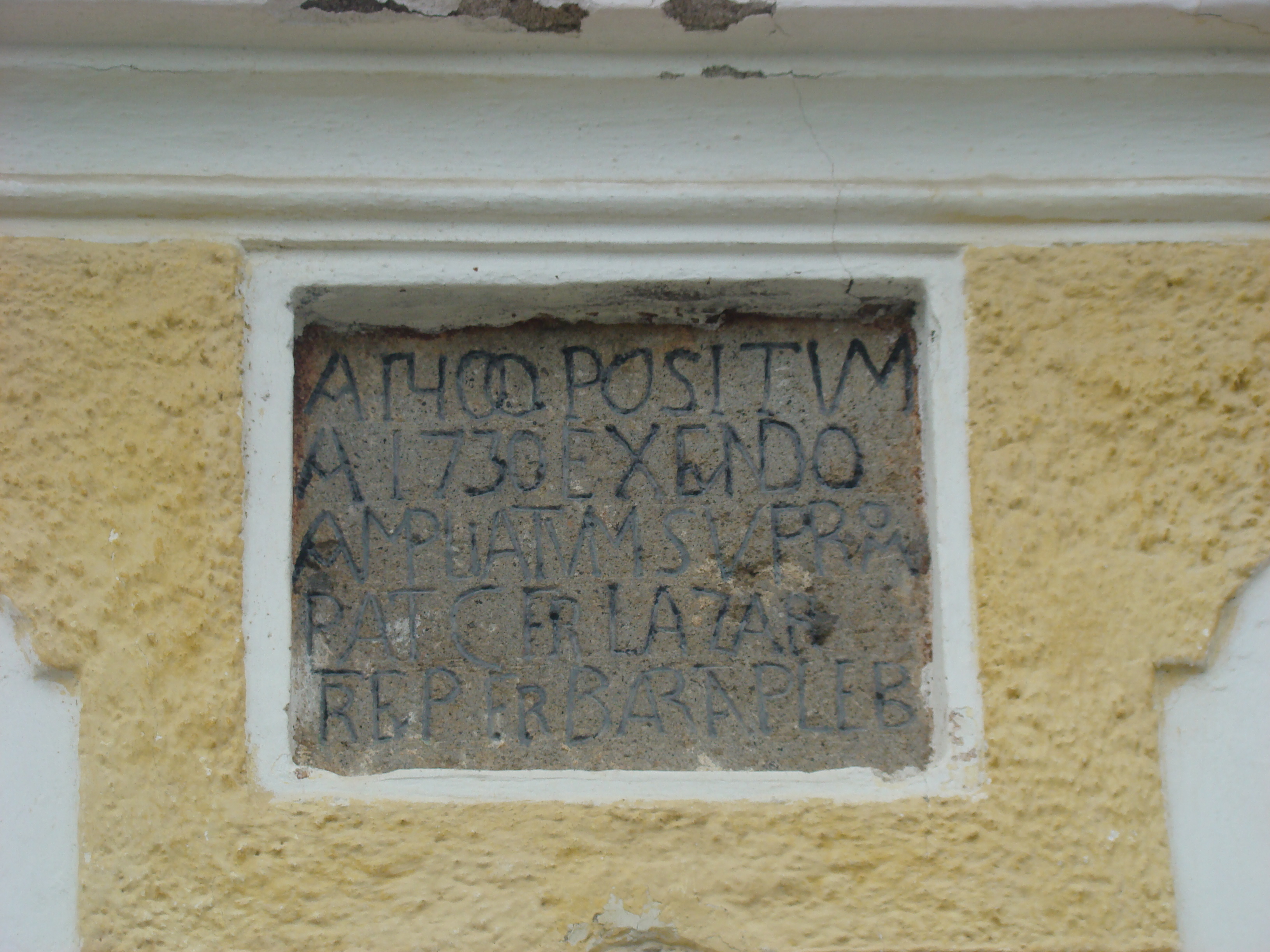
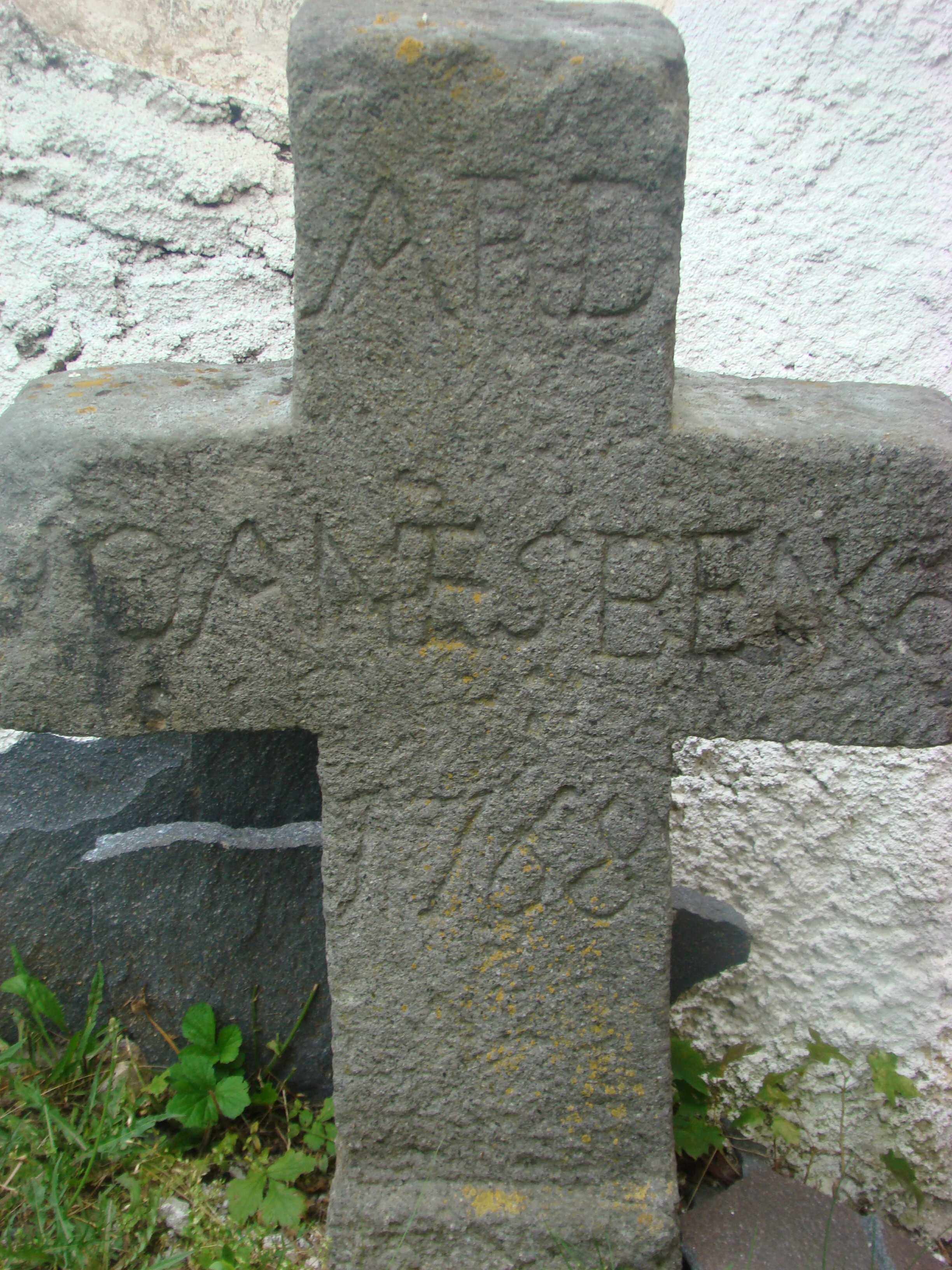
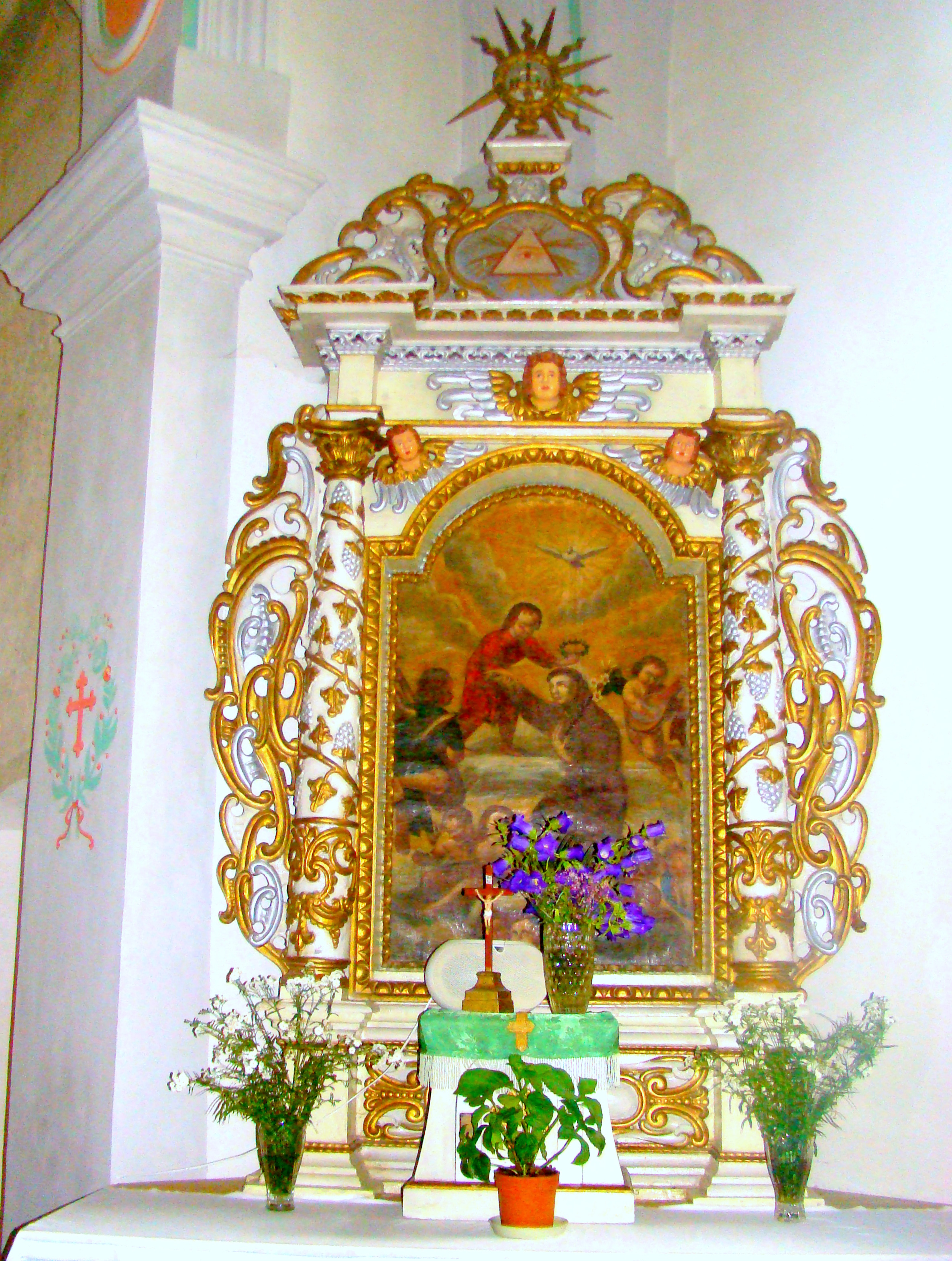
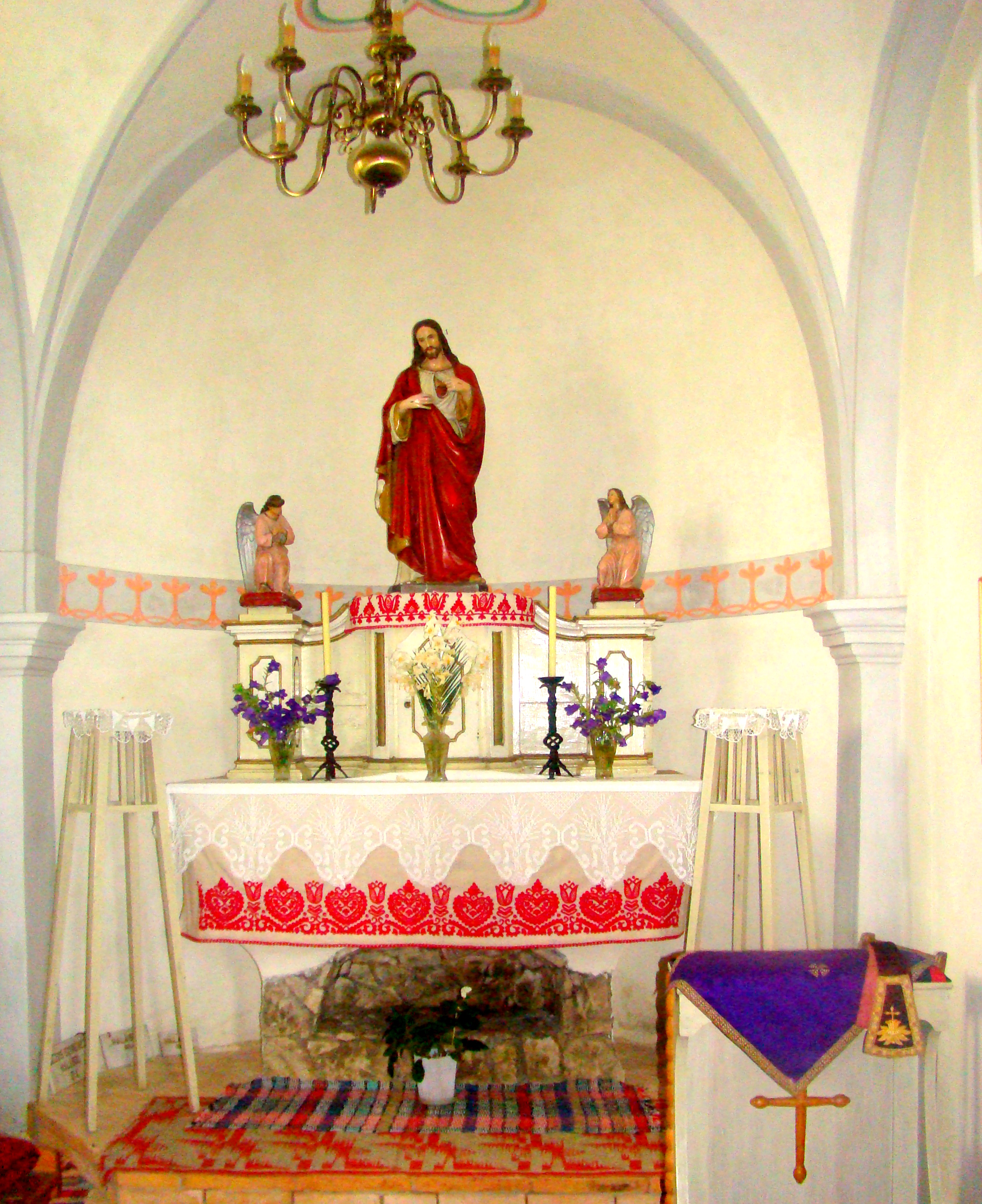
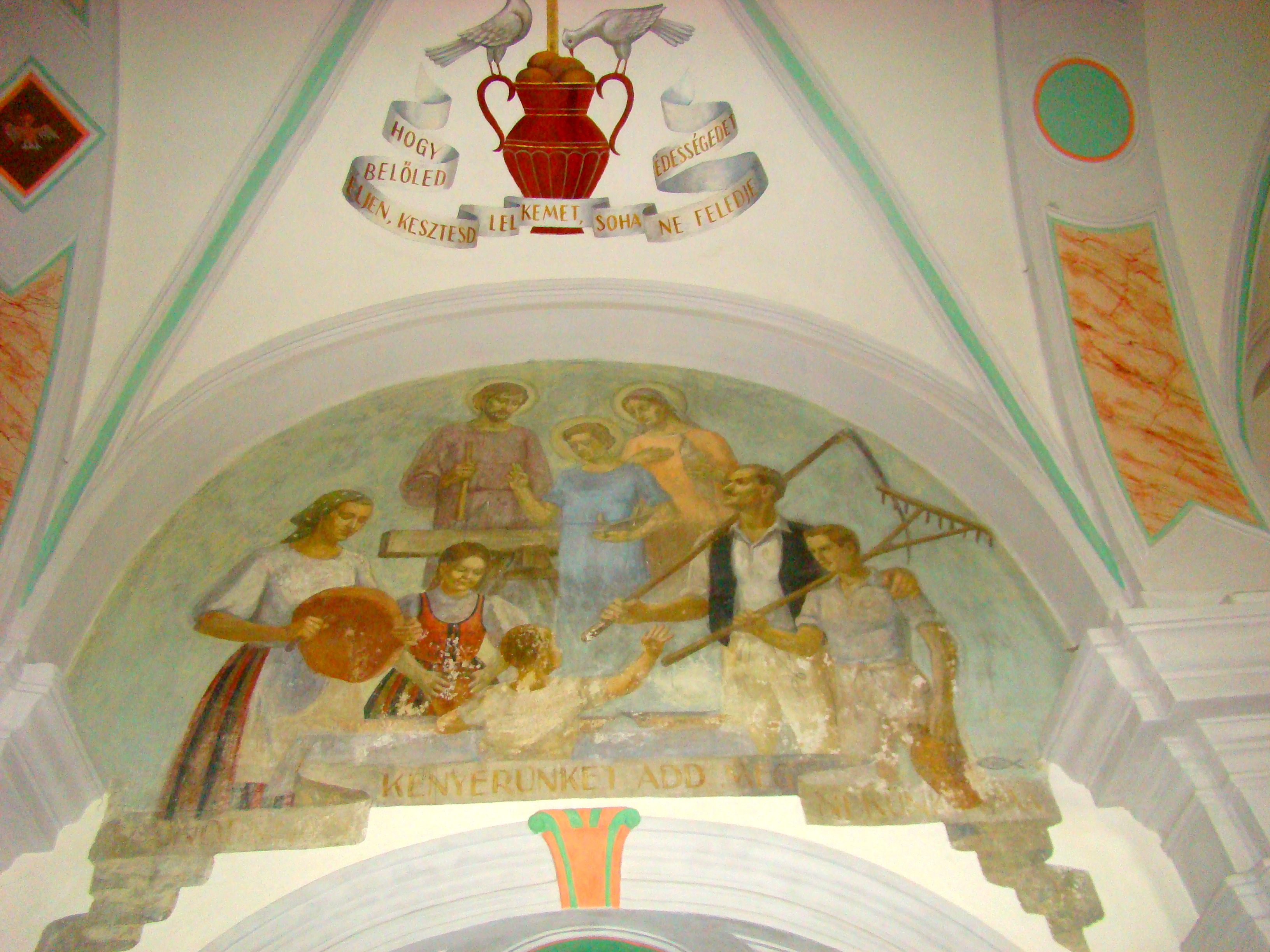
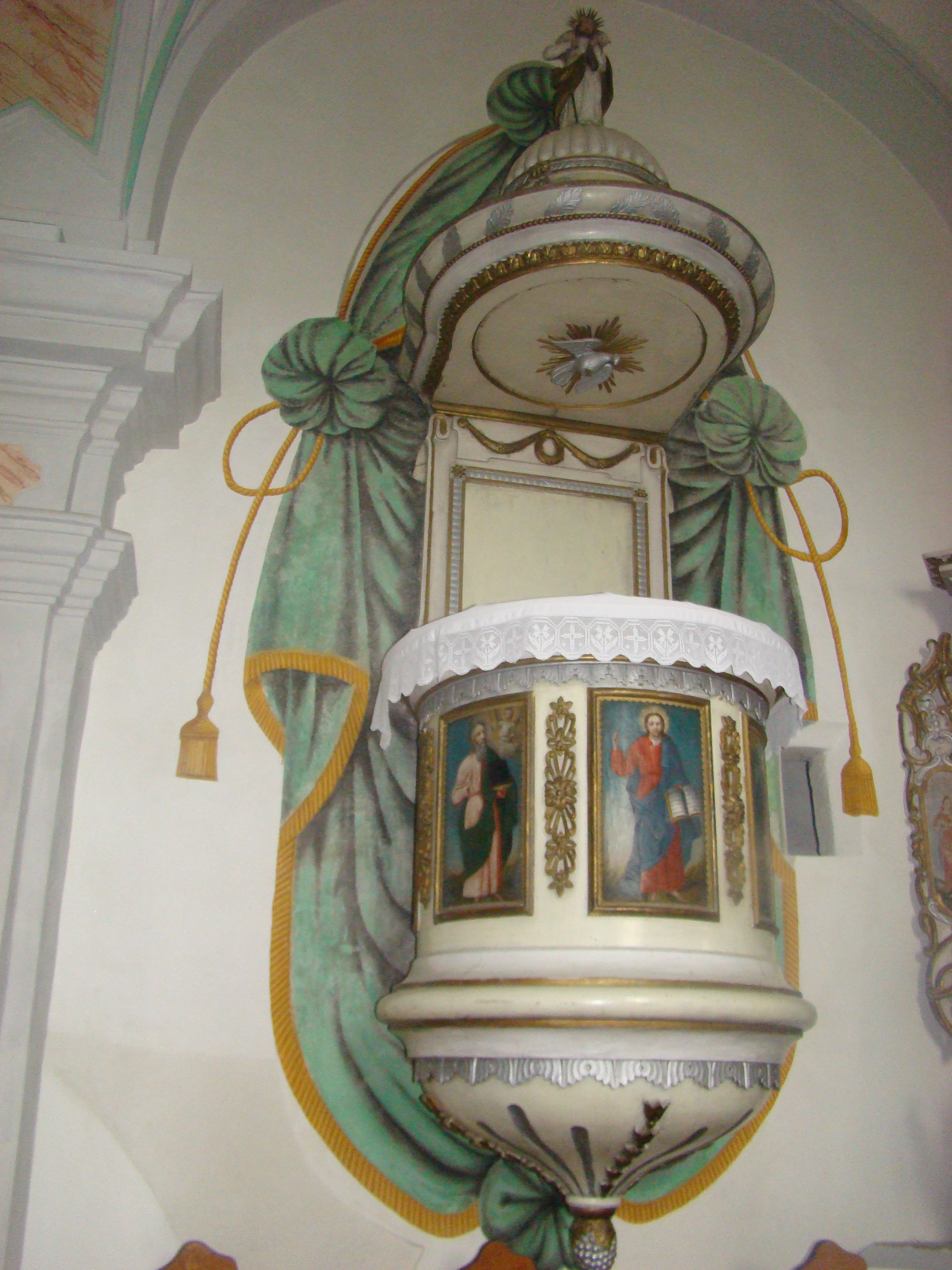
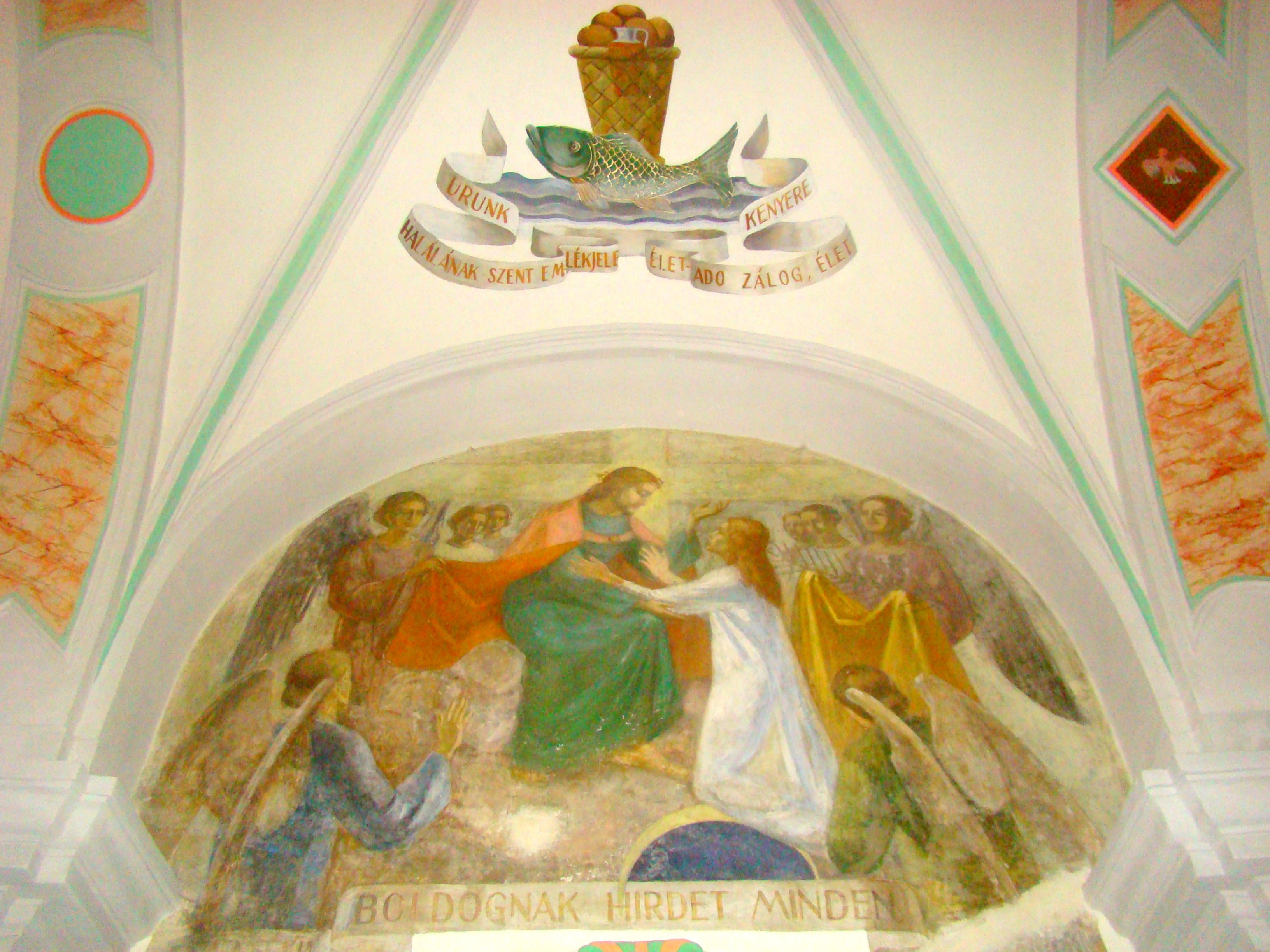